# 사이다이지시
사이다이지시(西大寺市)는 오카야마현에 설치되었던 시이다. 현재의 오카야마시 히가시구에 해당한다.